# Феррер, Нино
Нино́ Ферре́р (фр. Nino Ferrer), наст. имя Нино Агостино Артуро Мария Феррари (фр. Nino Agostino Arturo Maria Ferrari; 15 августа 1934, Генуя, Италия — 13 августа 1998, Ло, Франция) — французский актёр, певец и джазовый музыкант итальянского происхождения.

## Биография
Родился в семье итальянца и француженки. Первые пять лет провёл в Новой Каледонии, где работал его отец. Затем он вместе с матерью жил во Франции, откуда на Рождество 1939 года они не смогли выехать из-за того, что в Европе уже шла Вторая мировая война.
После этого они провели несколько тяжёлых безденежных лет в Италии, где мать будущего музыканта презирали за то, что она француженка (Италия воевала на стороне гитлеровской Германии).
В 1947 году семья воссоединилась и поселилась в Париже. Благодаря тому, что его родители были достаточно богаты, Нино имел возможность получить хорошее образование. Он увлёкся этнологией и древней археологией, однако у него было множество и других интересов. Он неплохо рисует и учится играть на фортепиано, гитаре, духовых инструментах (кларнет, тромбон, труба).

### Смерть
В июле 1998 года умерла мать Нино Феррера, — в возрасте 86 лет после продолжительной болезни. Месяц спустя, за два дня до 64-летия, Нино Феррер покончил с собой, выстрелив себе в сердце. Он не успел записать новый (заявленный как последний) студийный альбом «Suite et fin», соглашение о записи которого уже было достигнуто.

## Основные хиты
- 1965: «Mirza»;
- 1969: «Les Cornichons»;
- 1972: «La Maison près de la Fontaine»;
- 1975: «Le Sud».

## Студийные альбомы
- 1966: Enregistrement Public;
- 1967: Nino Ferrer;
- 1969: Nino Ferrer;
- 1970: Rats and roll’s;
- 1971: Métronomie;
- 1972: Nino Ferrer & Leggs;
- 1974: Nino And Radiah;
- 1975: Suite En Oeuf;
- 1977: Véritables Variétés Verdâtres;
- 1979: Blanat;
- 1980: La Carmencita;
- 1982: Ex Libris;
- 1983: Rock N' Roll Cow-Boy;
- 1986: 13e Album;
- 1993: La Désabusion;
- 1993: La Vie Chez Les Automobiles;

## Концертные альбомы
- 1995: Concert Chez Harry.